# 帕拉區 (桑迪亞省)

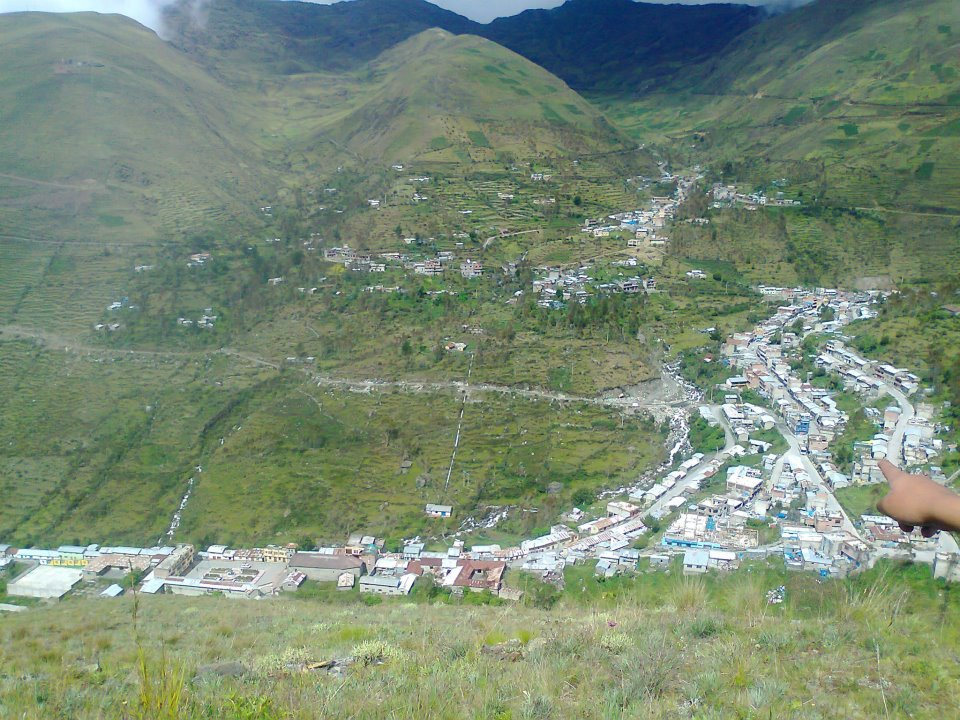

帕拉區（西班牙語：Distrito de Phara），是秘魯的一個區，位於該國東南部普諾大區的桑迪亞省，面積400.9平方公里，海拔高度3,450米，2005年人口6,456，人口密度每平方公里16人。